# Gastraster studeri
Gastraster studeri är en sjöstjärneart som beskrevs av de Loriol 1904. Gastraster studeri ingår i släktet Gastraster och familjen Neomorphasteridae. Inga underarter finns listade i Catalogue of Life.